# Willem van Aelst
Pour les articles homonymes, voir Aelst.
Willem Jansz. van Aelst né en 1627 à Delft (baptisé le 16 mai 1627) et mort en 1683 à Amsterdam (enterré le 22 mai 1683)  est un peintre de natures mortes de fleurs et de chasse néerlandais (Provinces-Unies) du siècle d'or. Son œuvre est remarquable par l'habileté de ses compositions – il introduisit l’asymétrie dans la nature morte – et la savante harmonie de ses coloris.

## Biographie
Willem van Aelst est né d’un père notaire. Il étudie la peinture à Delft, auprès de son oncle, le peintre de nature morte Evert van Aelst. Le 9 novembre 1643, Van Aelst est admis dans la guilde de Saint-Luc de Delft.
De 1645 à 1649, il vit en France, ce qui sera important pour le développement de son art. Il entreprend ensuite un voyage en Italie, où il demeure de 1649 à 1656. À Rome, Van Aelst aurait été membre des Bentvueghels, parmi lesquels il aurait reçu le surnom de « Vogelverschrikker » (« Épouvantail ») ; rien ne témoigne cependant de la présence de l'artiste dans cette ville.
À Florence, en compagnie de deux autres Néerlandais, Matthias Withoos et Otto Marseus van Schrieck, il est actif à la cour de Ferdinand II de Medicis. Le grand-duc de Toscane lui remettra une médaille d’or comme récompense de ses services. Ont été conservées de cette époque plusieurs natures mortes de fleurs et de chasse, visibles au Palazzo Pitti à Florence.
En 1656, Van Aelst rentre aux Pays-Bas en compagnie de Marseus van Schrieck. Il vient se fixer à Amsterdam. Il est l’un des premiers à se spécialiser dans la nature morte de chasse et devient l’un des peintres de natures mortes les plus importants de sa génération, ce qui lui permet de vivre sur la Prinsengracht. Il aura pour principaux suiveurs Rachel Ruysch et Jan van Huysum. Le 15 janvier 1679, il épouse à Amsterdam Helena Nieuwenhuys, qui était âgée de 35 ans. Van Aelst meurt en 1683; c’est aussi l’année qui figure sur sa dernière œuvre datée.
Ses tableaux sont parfois signés Guill.mo van Aelst (Gullielmo, la forme italienne de son prénom) .

## Œuvres
On peut trouver des œuvres de Van Aelst notamment à la Mauritshuis de La Haye, au National Gallery of Art de Washington D.C. et au Rijksmuseum d’Amsterdam.
- Nature morte aux fruits, 1653, huile sur toile, 77 × 102 cm, Palais Pitti, Florence[6]
- Nature morte de gibier et d'accessoires de chasse, 1660, huile sur toile, 86 × 68 cm, Gemäldegalerie (Berlin)[7]
- Nature morte de fleurs avec montre, 1663, huile sur toile, 67 × 54 cm, Musée des beaux-arts de San Francisco[8]
- Gibier et accessoires de chasse dans une niche, 1664, huile sur toile, 68 × 54 cm, Nationalmuseum, Stockholm[9]
- Nature morte avec accessoires de chasse et oiseaux morts, 1668, huile sur toile, 68 × 54 cm, Staatliche Kunsthalle Karlsruhe[10]
- Nature morte de fleurs, 1675, huile sur toile, 31 × 25 cm, Fitzwilliam Museum, Cambridge[11]
- Nature morte de gibier à la perdrix, 1676, huile sur toile, 58 × 46 cm, Collection E.G. Bührle, Zürich[12]

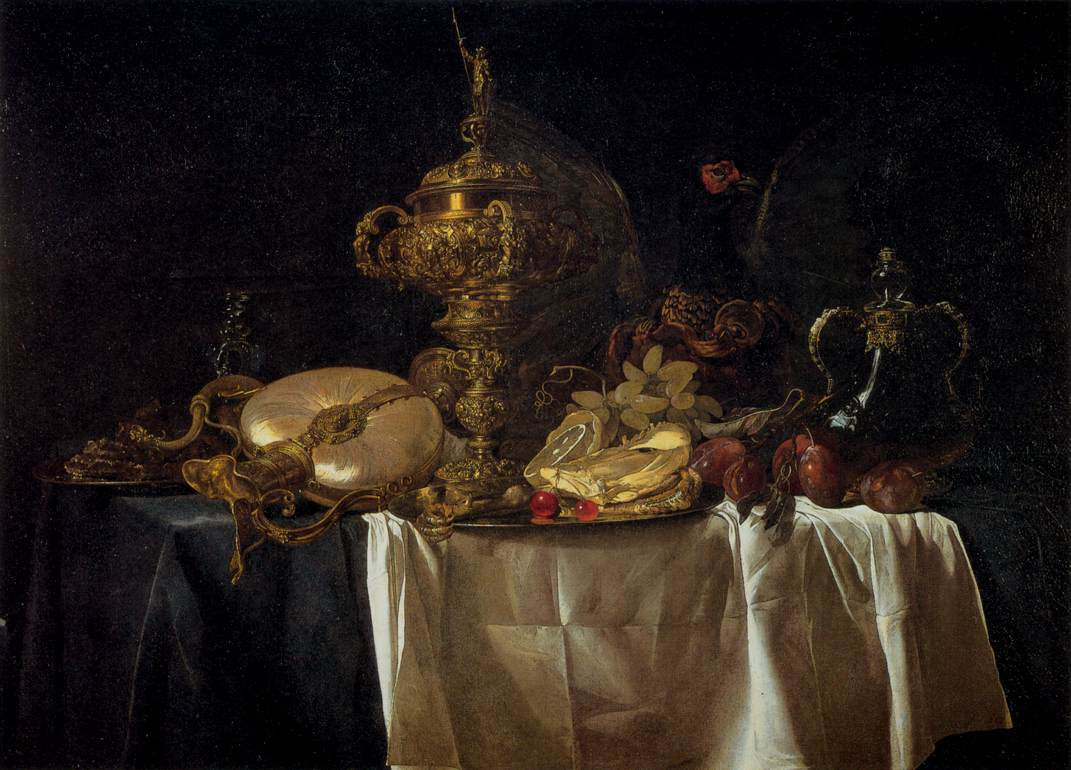
Nature morte aux fruits, 1653 Palais Pitti, Florence
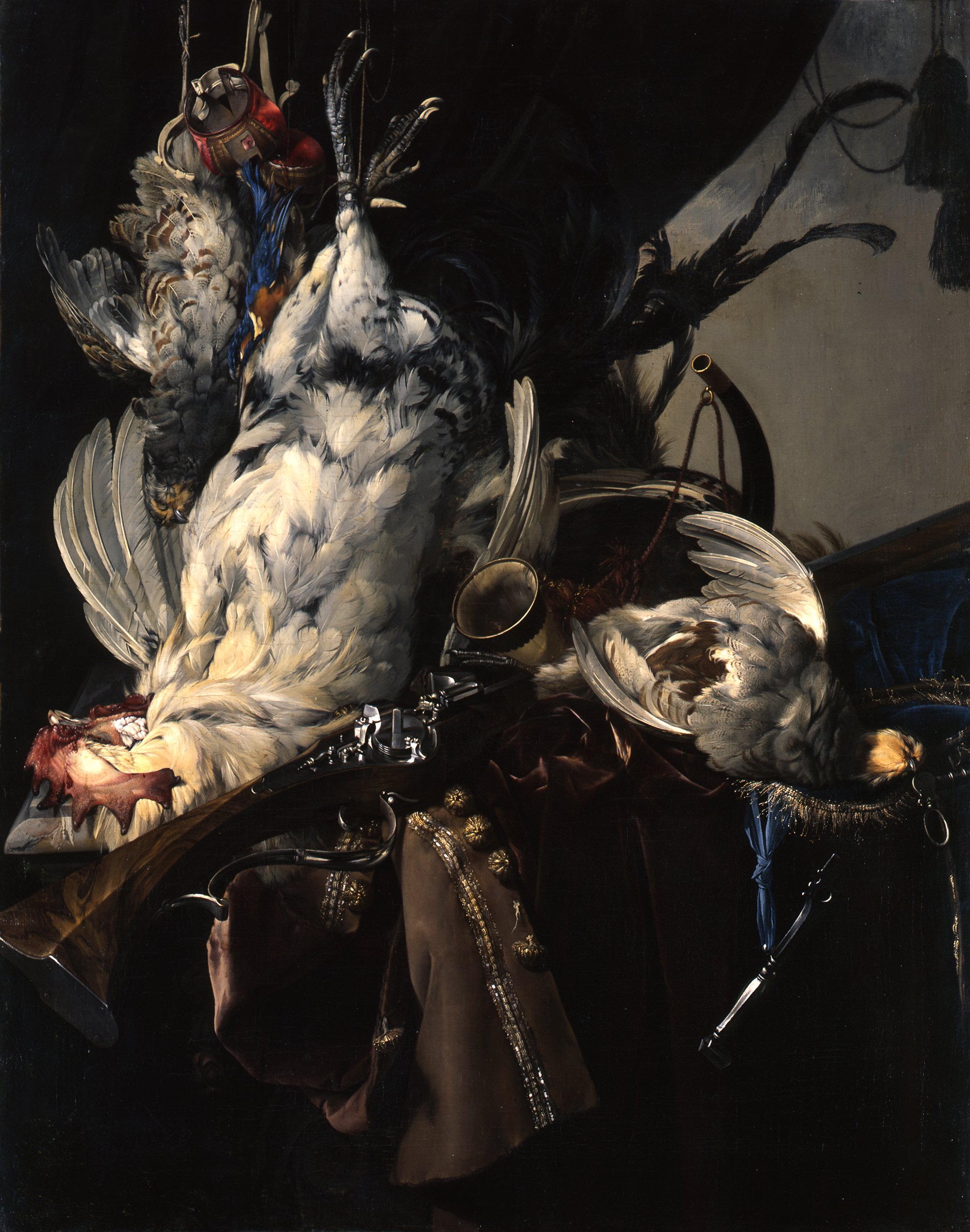
Gibier et accessoires de chasse, 1660 Berlin
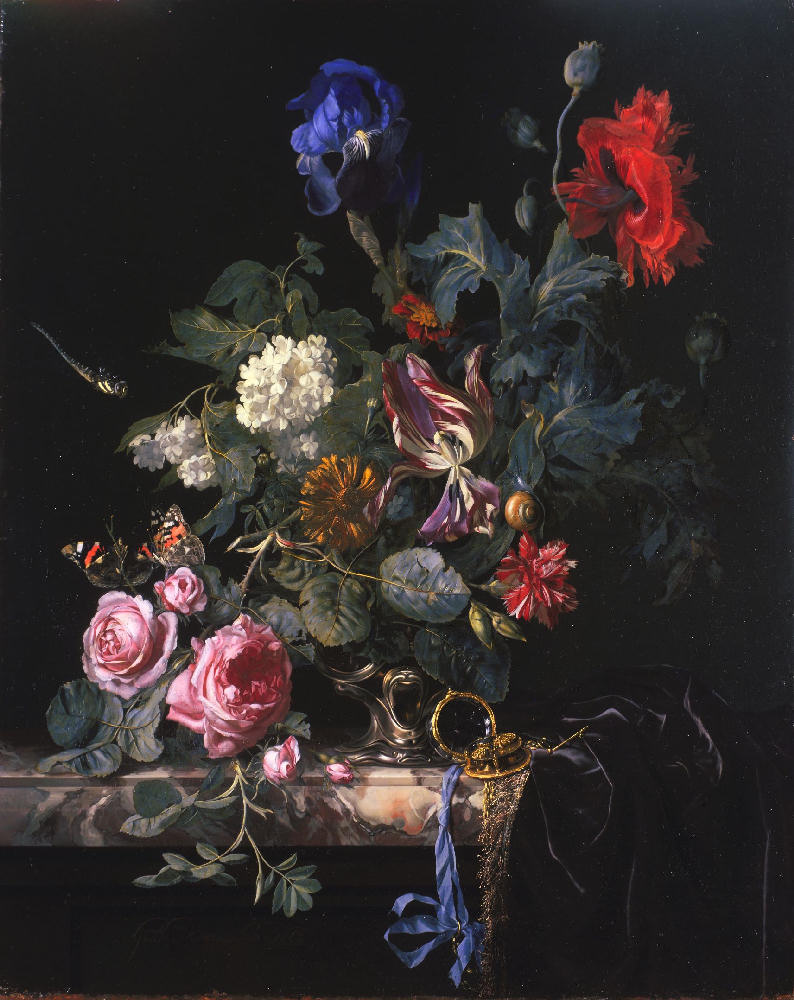
Nature morte de fleurs avec montre, 1663 San Francisco
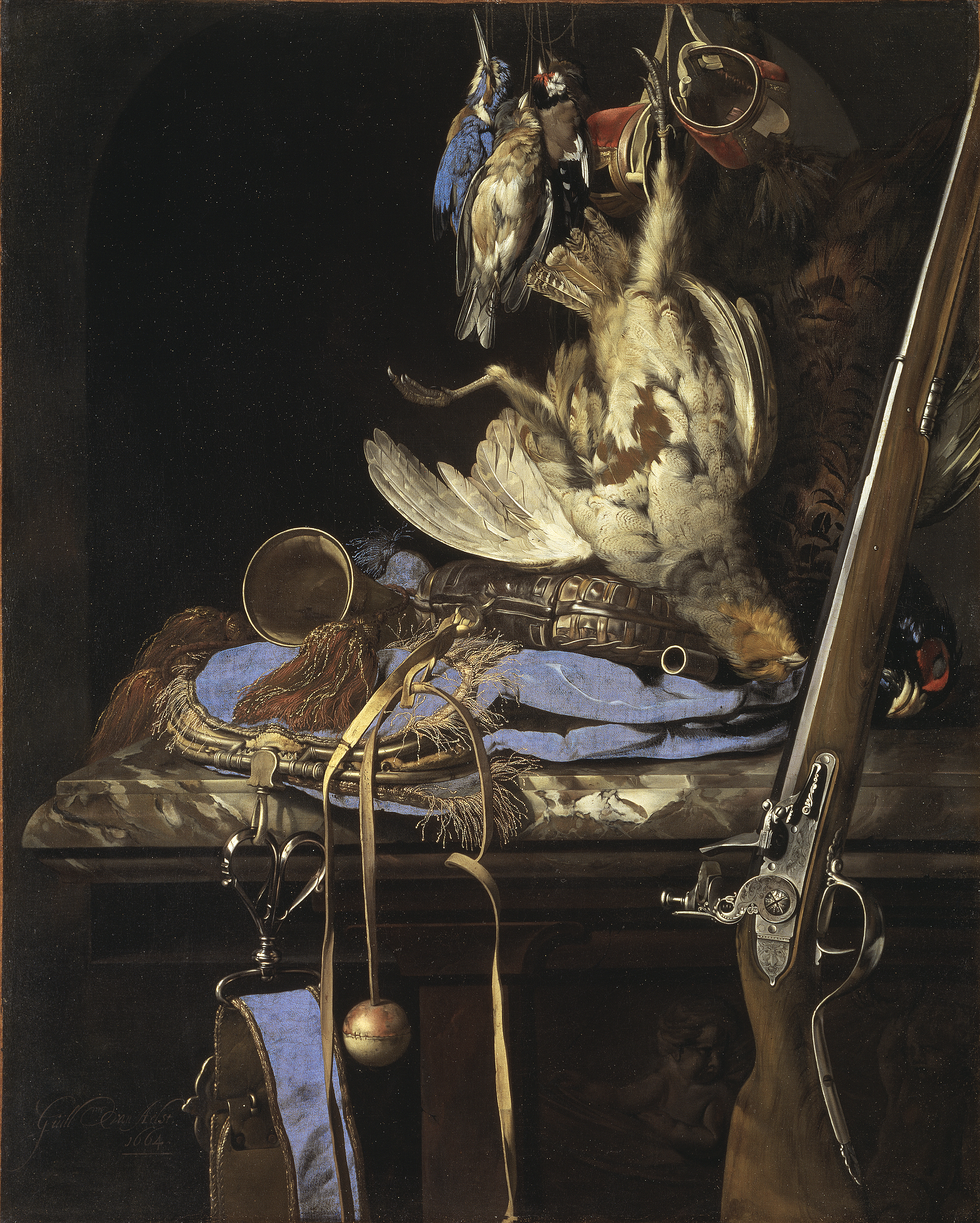
Gibier et accessoires, 1664 Stockholm
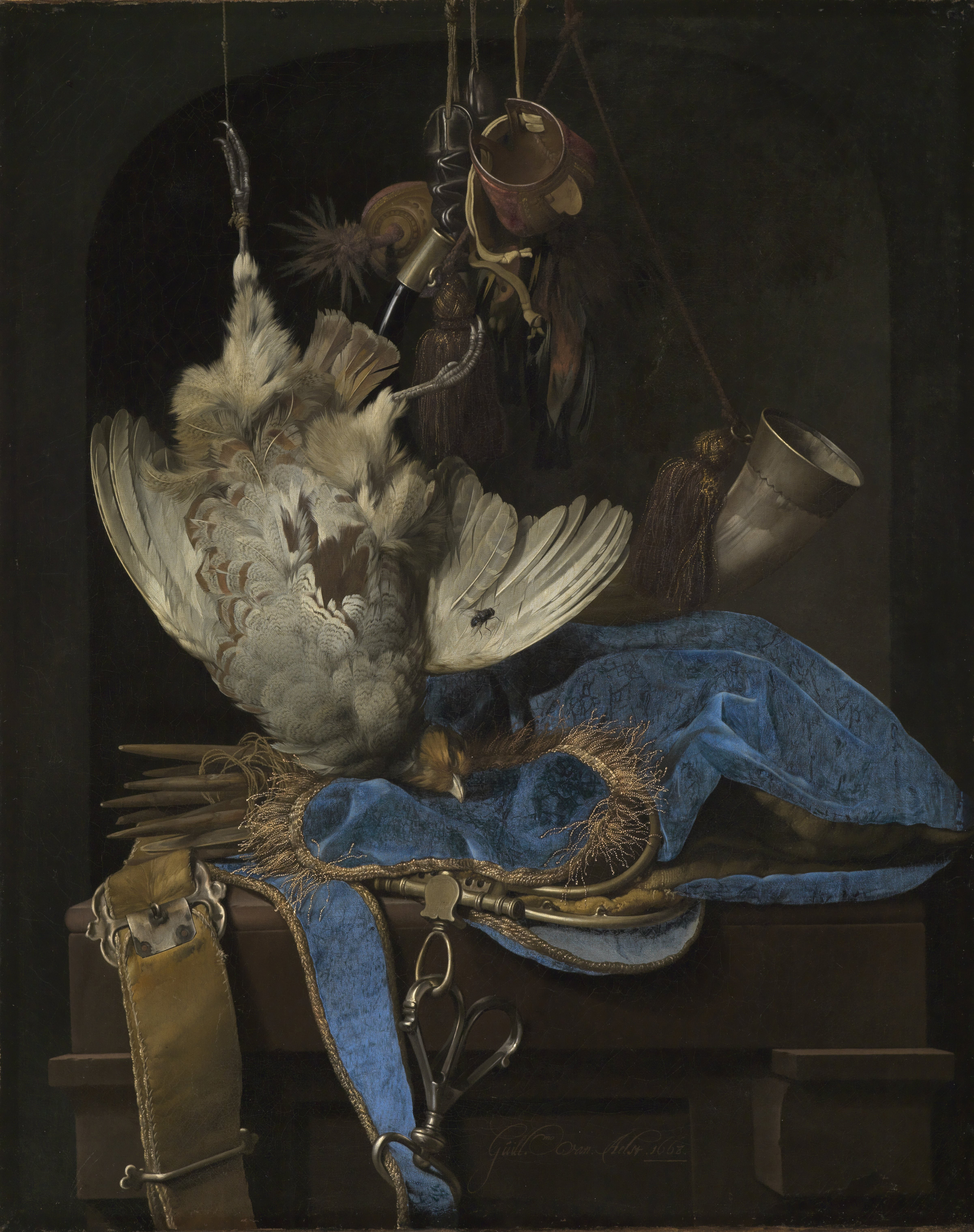
Accessoires et oiseaux morts, 1668 Karlsruhe
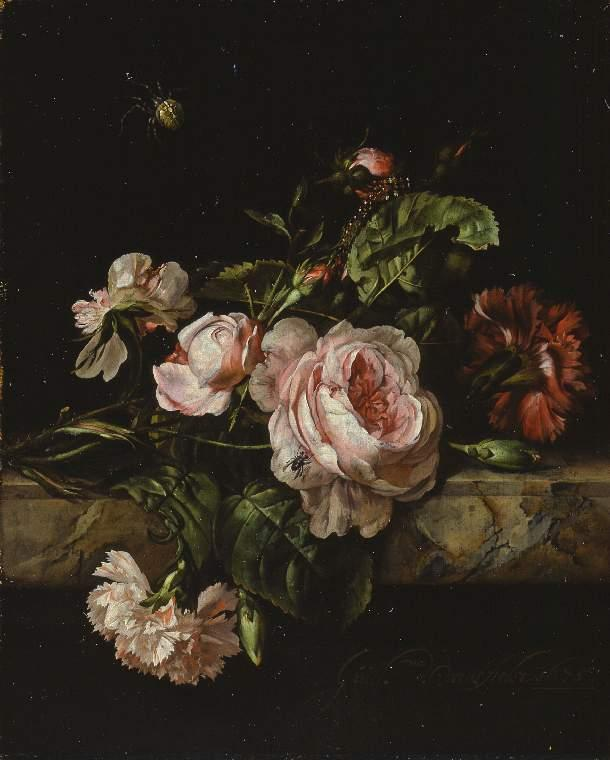
Nature morte de fleurs, 1675 Cambridge